# Antiserie
Il termine antiserie in elettrotecnica indica una modalità di collegamento, o connessione, fra bipoli polarizzati quali diodi, condensatori (elettrolitici, in alluminio o al tantalio) e così via. A differenza di quanto si potrebbe pensare, la connessione in antiserie non è prerogativa dei componenti attivi. 
Antiserie sta ad indicare una connessione in serie (ovvero quella modalità di connessione in cui fra due componenti c'è un solo punto di contatto), in cui le polarità dei terminali sono accoppiate per segni uguali. Ad esempio un collegamento in antiserie fra condensatori elettrolitici si ha collegando fra loro i due morsetti positivi (e quindi accedendo alla serie dai due morsetti negativi) o viceversa. Tra due diodi si ha un collegamento in antiserie collegando assieme i due catodi e accedendo alla serie dagli anodi e viceversa. 
Occorre ribadire che nei diodi tale connessione ha senso solo se si usano diodi Zener, e la serie risultante viene usata o come limitatore di tensione (limitando l'escursione della tensione ai capi della serie) o come barriera di potenziale (ovvero, si ha la conduzione quando la tensione ai capi della serie supera la tensione di barriera, data dalla somma della tensione nominale del primo Zener, {\displaystyle V_{z}} più la tensione di soglia del secondo Zener, la classica {\displaystyle V_{\gamma }} ). 